# Charidotella
Charidotella is een geslacht van kevers uit de familie bladkevers (Chrysomelidae).
De wetenschappelijke naam van het geslacht werd in 1896 gepubliceerd door Julius Weise.
Van een aantal soorten is bekend dat ze van kleur kunnen veranderen. Charidotella sexpunctata is een kever die gevonden kan worden in bananen geïmporteerd uit Brazilië, en krijgt gedurende de kleurverandering een spiegelende gouden kleur, ononderbroken door enige tekening. De kleurverandering, die zich ín de schilden voltrekt, vindt plaats vanuit poriën, en verspreidt zich op die manier door het gehele schild. De gouden kleur gaat over in een glanzend metallisch groen, vervolgens in een groenachtig blauw, dit keer mat, waarna de kleur verandert in bruin met een parelmoerglans. Uiteindelijk krijgen de schilden weer dezelfde geelbruine kleur als voor de overgang naar de goudkleur, met drie donkere vlekken erop.
De verkleuring van het goudkleurige naar het geelbruin wordt vermoedelijk veroorzaakt door de kleurstoffen in het bloed die van samenstelling veranderen, en een lichtbrekende werking kunnen hebben. De daaraan voorafgaande verkleuring van geelbruin naar goudkleurig wordt vermoedelijk veroorzaakt door het pompen van lucht in de schilden.

## Soorten
- Charidotella actiosia (Spaeth, 1926)
- Charidotella amoena (Boheman, 1855)
- Charidotella amoenula (Boheman, 1855)
- Charidotella bicolor (Fabricius)
- Charidotella bifossulata (Boheman, 1855)
- Charidotella bifoveata (Spaeth, 1926)
- Charidotella bisbinotata (Boheman, 1855)
- Charidotella bordoni Borowiec, 2002
- Charidotella conclusa (Boheman, 1855)
- Charidotella connectens (Boheman, 1855)
- Charidotella cyclographa (Boheman, 1855)
- Charidotella discoidalis (Boheman, 1855)
- Charidotella duplex (Champion, 1894)
- Charidotella ecuadorica Borowiec, 1989
- Charidotella egregia (Boheman, 1855)
- Charidotella fallax (Boheman, 1855)
- Charidotella ferranti (Spaeth, 1926)
- Charidotella flaviae Maia & Buzzi, 2005
- Charidotella glaucina Boheman, 1855
- Charidotella granaria (Boheman, 1855)
- Charidotella guadeloupensis (Boheman, 1855)
- Charidotella hoegbergi (Boheman, 1855)
- Charidotella immaculata (Olivier, 1790)
- Charidotella incerta (Boheman, 1855)
- Charidotella kesseli Borowiec, 1989
- Charidotella latevittata (Boheman, 1855)
- Charidotella limpida (Boheman, 1855)
- Charidotella linigera (Boheman, 1862)
- Charidotella maculicollis (Champion, 1894)
- Charidotella marculenta (Boheman, 1855)
- Charidotella marginepunctata Borowiec, 2004
- Charidotella moraguesi Borowiec, 2007
- Charidotella morio (Fabricius, 1801)
- Charidotella oblectabilis (Spaeth, 1926)
- Charidotella oblita (Suffrain, 1868)
- Charidotella obnubilata (Weise, 1921)
- Charidotella pacata Borowiec, 2007
- Charidotella pallescens (Boheman, 1855)
- Charidotella pellucida (Boheman, 1855)
- Charidotella posticata (Boheman, 1855)
- Charidotella praeusta (Boheman, 1855)
- Charidotella profligata (Boheman)
- Charidotella proxima (Boheman, 1855)
- Charidotella puella (Boheman, 1855)
- Charidotella purpurata Boheman, 1855
- Charidotella quadrisignata (Boheman, 1855)
- Charidotella rasilis (Spaeth, 1926)
- Charidotella recidiva (Spaeth, 1926)
- Charidotella rubicunda (Guérin-Méneville, 1844)
- Charidotella santaremi Boroweic, 1995
- Charidotella sejuncta (Boheman, 1855)
- Charidotella semiatrata (Boheman, 1862)
- Charidotella seriatopunctata (Spaeth, 1901)
- Charidotella sexpunctata (Fabricius, 1781)
- Charidotella sinuata (Champion, 1894)
- Charidotella steinhauseni Borowiec, 1989
- Charidotella striatopunctata (Boheman, 1855)
- Charidotella stulta (Boheman, 1855)
- Charidotella subannulata (Boheman, 1862)
- Charidotella subsignata (Boheman, 1862)
- Charidotella tuberculata (Fabricius, 1775)
- Charidotella tumida (Champion, 1894)
- Charidotella ventricosa (Boheman, 1855)
- Charidotella vinula (Boheman, 1855)
- Charidotella virgo (Boheman, 1855)
- Charidotella virgulata (Boheman, 1855)
- Charidotella zona (Fabricius, 1801)